# Маївка (Березинський район)
Маївка (біл. вёска Маёўка) — село в складі Березинського району Мінської області, Білорусь. Село підпорядковане Селібській сільській раді, розташоване в східній частині області.